# Островные территории США
Островны́е террито́рии (англ. Insular areas, досл. обособленные области) — территориальные владения США, не входящие в состав какого-либо из 50 штатов страны или федерального округа Колумбия. Все островные территории, кроме атолла Пальмира, являются неинкорпорированными территориями США, то есть являются владениями, а не частями страны.
Атолл Пальмира — в настоящий момент единственная инкорпорированная территория, то есть являющаяся неотъемлемой частью США. Особый статус атолла Пальмира никак не связан с его местоположением или значением, а является юридическим казусом. Атолл являлся частью Территории Гавайи до 1959 года, когда последняя получила статус штата (но с исключением атолла из её состава). Самого понятия неинкорпорированных территорий формально не существовало до серии судебных решений (см. Островные дела), вынесенных Верховным судом в 1901 году по статусу островов, перешедших в состав США в 1898 году после войны с Испанией. Соответственно, все территории, организованные Конгрессом до этого прецедента, автоматически считались инкорпорированными, в том числе и Территория Гавайи (организована в 1898 году). Юридического механизма отказа США от суверенитета на какую-либо территорию путём преобразования её самой или её части из инкорпорированной в неинкорпорированную не существует, а потому атолл Пальмира, уже являясь частью инкорпорированной Территории Гавайи к 1901 году, сохранил свой инкорпорированный статус и после 1959 года, когда был административно отделён от Гавайев.
Жители ряда островных территорий считаются гражданами США, хотя не платят федеральных налогов и не могут участвовать в президентских выборах. Товары, изготовленные на островных территориях, могут иметь метку Made in USA.
Островные территории расположены в Тихом океане и Карибском море.
| Флаг | Герб | Территория                  | Регион         | Площадь, км² | Население, чел. (2010) | Административный центр | Статус                                          |
| ---- | ---- | --------------------------- | -------------- | ------------ | ---------------------- | ---------------------- | ----------------------------------------------- |
|      |      | Пуэрто-Рико                 | Карибское море | 9104         | 3 725 789              | Сан-Хуан               | Неинкорпорированная организованная территория   |
|      |      | Виргинские Острова          | Карибское море | 346,36       | 106 405                | Шарлотта-Амалия        | Неинкорпорированная организованная территория   |
|      |      | Гуам                        | Тихий океан    | 541          | 159 358                | Хагатна                | Неинкорпорированная организованная территория   |
|      |      | Северные Марианские Острова | Тихий океан    | 463,63       | 53 883                 | Сайпан                 | Неинкорпорированная организованная территория   |
|      |      | Американское Самоа          | Тихий океан    | 199          | 55 519                 | Паго-Паго              | Неинкорпорированная неорганизованная территория |
|      |      | Пальмира                    | Тихий океан    | 6,56         | Необитаем              | —                      | Инкорпорированная неорганизованная территория   |
|      |      | Навасса                     | Карибское море | 5,2          | Необитаем              | —                      | Неинкорпорированная неорганизованная территория |
|      |      | Риф Кингмен                 | Тихий океан    | 0,01         | Необитаем              | —                      | Неинкорпорированная неорганизованная территория |
|      |      | Мидуэй                      | Тихий океан    | 6,23         | Необитаем              | —                      | Неинкорпорированная неорганизованная территория |
|      |      | Остров Джарвис              | Тихий океан    | 4,45         | Необитаем              | —                      | Неинкорпорированная неорганизованная территория |
|      |      | Остров Бейкер               | Тихий океан    | 1,24         | Необитаем              | —                      | Неинкорпорированная неорганизованная территория |
|      |      | Хауленд                     | Тихий океан    | 1,62         | Необитаем              | —                      | Неинкорпорированная неорганизованная территория |
|      |      | Джонстон                    | Тихий океан    | 2,52         | Необитаем              | —                      | Неинкорпорированная неорганизованная территория |
|      |      | Уэйк                        | Тихий океан    | 7,4          | Необитаем              | —                      | Неинкорпорированная неорганизованная территория |
|      |      | Всего                       |                | 10 689       | 4 100 954              |                        |                                                 |

Островные территории США на карте мира

Примечание: В таблице показаны неофициальные флаги островов Пальмира, Навасса, Мидуэй, Джонстон и Уэйк. Официальным флагом является флаг США.